# Ayhan Kaya
Ayhan Kaya (* 1. März 1968) ist ein türkischer Soziologe, Buchautor und Übersetzer.
Seinen Master of Sciences sowie seinen PhD erhielt er an der Universität von Warwick.
Der Direktor des Europa-Forschungszentrums an der Bilgi-Universität in Istanbul gilt als Experte zum Thema „Türken in der europäischen Diaspora“, insbesondere der in Deutschland und Frankreich lebenden Türken, sowie der kaukasischen Minderheit in der Türkei.
Zu seinen Veröffentlichungen gehört u. a. das Buch Sicher in Kreuzberg: Constructing Diasporas, das in Deutsch und Türkisch vorliegt.
Außerdem hat er verschiedene Artikel über „türkische Jugendkultur in Berlin“, „Strategien zur politischen Beteiligung der in Deutschland lebenden Türken“ und über die „Berliner Aleviten“ geschrieben. Er übersetzte Ethnic Groups and Boundaries von Fredrik Barth und Citizenship and Social Classes von T. H. Marshall und Tom Bottomore ins Türkische. Darüber hinaus ist Kaya Mitherausgeber von Issues Without Borders: Migration, Citizenship, Human Rights, Global Justice, Gender and Security (Istanbul). Er gilt somit als Fachmann für Fragen zur türkischen Minderheiten in Deutschland und Frankreich.
Er erhielt 2003 den türkischen Preis für Sozialwissenschaften und 2005 den Preis der türkischen Akademie der Wissenschaften. 2024 wurde Kaya zum internationalen Mitglied der British Academy gewählt.

## Schriften (Auswahl)
- Sicher in Kreuzberg: Constructing Diasporas, transcript verlag, Bielefeld 2001, ISBN 3-933127-71-8
- Rhizomatic diasporic space : cultural identity of the Berlin-Turkish working class youth, InIIS, Bremen 2001;
- Berlin’deki Küçük İstanbul, Büke Yayınları, Istanbul 2000